# Olof Rudbeck
Olof Johannis Rudbeck (Västerås, Västmanland, 13 de Setembro de 1630 — Uppsala, 12 de Dezembro de 1702), vulgarmente conhecido como Olof Rudbeck o Velho ou ainda pela forma latinizada Olaus Rudbeckius, foi um naturalista, historiador, e escritor sueco. Foi professor de medicina na Universidade de Uppsala, da qual foi por vários períodos rector magnificus, onde se notabilizou como um dos descobridores do sistema linfático humano. Foi pioneiro nos estudos das runas e sagas islandesas. Foi pai do naturalista Olof Olai Rudbeck, também conhecido por Olof Rudbeck o Jovem.

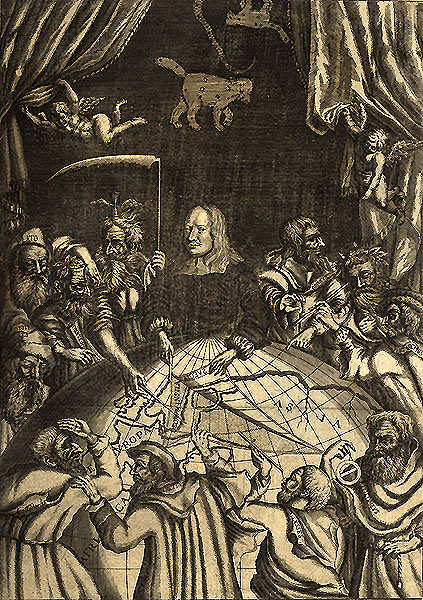
Uma ilustração da edição de 1689 da obra Atlantica, de Olof Rudbeck, onde o autor é mostrado rodeado pelas principais figuras da cultura clássica europeia (Hesíodo, Platão, Aristóteles, Apolodoro, Tácito, Odisseu, Ptolomeu, Plutarco e Orfeu.

## Biografia
Era filho do bispo luterano Johannes Rudbeckius, capelão pessoal do rei Gustavo Adolfo II da Suécia, e de Magdalena Hising.
É principalmente conhecido pelas suas contribuições em dois campos, a anatomia humana e a linguística, mas foi um talento polifacetado, distinguindo-se em áreas tão diversas como a música e a botânica.

### Jardim botânico
Deve-se à sua iniciativa a criação do primeiro jardim botânico da Suécia, em Uppsala, durante quase um século denominado Jardim de Rudbeck, actualmente chamado Jardim Carolus Linnaeus, em honra de Lineu, que foi aluno do seu filho e preceptor dos seus netos.

### Sistema linfático
No campo da anatomia, foi um dos pioneiros do estudo dos vasos linfáticos e postulador da existência de um sistema linfático autónomo, que descreveu na Primavera de 1652 numa sessão pública realizada na corte da rainha Cristina da Suécia e publicada no Outono de 1653. A prioridade na descoberta foi contudo disputada pelo médico dinamarquês Thomas Bartholin, que terá sido o primeiro a publicar em 1652 a descoberta, que realizara independentemente nesse mesmo ano. A mesma descoberta é atribuída a Gasparo Aselli e Jean Pecquet. 

### Teatro anatómico -Gustavianum
Por iniciativa de Rudbeck, e com o apoio resultante da admiração da rainha, foi construído o teatro anatómico de Uppsala, numa elegante torre em cúpula situada no tecto do edifício principal da Universidade, o Gustavianum, onde eram feitas autópsias e estudos de anatomia.
O teatro anatómico, ou theatrum anatomicum como então era designado, foi concebido, como aliás estruturas similares coevas, para facilitar o estudo da anatomia humana, e ocasionalmente de outros animais, tinha uma forma de arena circular, permitindo que os estudantes, e os curiosos que estivessem preparados para pagar um bilhete de entrada, assistissem à dissecação e à exibição das peças anatómicas a partir de bancadas semi-circulares. O "Gustavianum" está localizado em frente da catedral de Uppsala, continuando até hoje a pertencer à Universidade, e a cúpula desenhada por Rudbeck ainda existe e é uma das estruturas mais conhecidas da cidade.

### Ultranacionalismo linguístico e histórico
Entre 1679 e 1702, Rudbeck dedicou-se à linguística, defendendo, com base em pretensas bases filológicas e etimológicas, uma visão histórica ultranacionalista e de um exacerbado patriotismo. 
Escreveu um tratado de quase 3 000 páginas, que intitulou Atland eller Manheim, vulgarmente conhecido como Atlantica, o primeiro tratado escrito na língua sueca, com o qual pretendeu provar, recorrendo à linguística e à arqueologia, que a Suécia fora a mítica Atlântida, o berço da civilização humana, e que Adão e Eva teriam falado a língua sueca, a qual teria originado o latim e o hebraico. O próprio Jesus teria, segundo Rudbeck, estado em Uppsala, a cidade berço da civilização ocidental. As suas conceções nesta matéria fazem dele um dos pilares históricos do movimento cultural e patriótico denominado goticismo.. 
O seu trabalho linguístico e histórico foi severamente criticado por vários intelectuais europeus, principalmente escandinavos, incluindo o professor dinamarquês Ludvig Holberg e o escritor e médico sueco Andreas Kempe, que ambos escreveram sátiras aos escritos de Rudbeck. O seu trabalho foi posteriormente citado por Denis Diderot no verbete "Etimologia" da Encyclopédie como um exemplo do erro de ligar a etimologia com a história mítica.
Apesar das fortes críticas e da total rejeição das suas teorias linguísticas pela ciência europeia, e da sua disputa com Thomas Bartholin sobre a prioridade da descoberta do sistema linfático, Rudbeck permaneceu uma figura conhecida e respeitada na Suécia. O seu filho, Olof Olai Rudbeck, continuou os seus estudos linguísticos com um claro objectivo de fornecer uma razão intelectual que servisse de base ao crescente poderio e influência da Suécia no panorama europeu da época, adicionando uma pretensa relação entre a língua lapônica, da Lapónia, e o hebraico.
O legado de Rudbeck continua activo em muitas áreas científicas e na história da língua e literatura suecas, tendo deixada múltiplas marcas na contemporânea cidade de Uppsala. Foram muitas as obras que o seu empreendedorismo permitiu que se realizasse, desde um aqueduto para o abastecimento da cidade até diversos parques e jardins.
Durante o grande fogo que destruiu boa parte de Uppsala em 1702, uma parte importante dos escritos de Rudbeck foram destruídos. O próprio Rudbeck dirigiu o combate ao incêndio desde o topo de um telhado, enquanto a sua casa ardia. Faleceu no mesmo ano, pouco depois do incêndio, e foi sepultado no transepto da Catedral de Uppsala, tendo desde então os monarcas suecas sido frequentemente coroados sobre o seu túmulo.
A família Nobel, incluindo Ludvig Nobel, o fundador da Nobelbra, e Alfred Nobel, o instituidor do Prémio Nobel, foram descendentes directos de Rudbeck através da sua filha Wendela, que casou com um dos alunos de seu pai, Peter Olai Nobelius.
O género vegetal Rudbeckia foi dedicado pelo botânico Carolus Linnaeus a Rudbeck e ao seu filho homónimo, que foi professor de Lineu.

## Obra selecionada
- Atlantica (aproximadamente 1675-1698)